# Ula

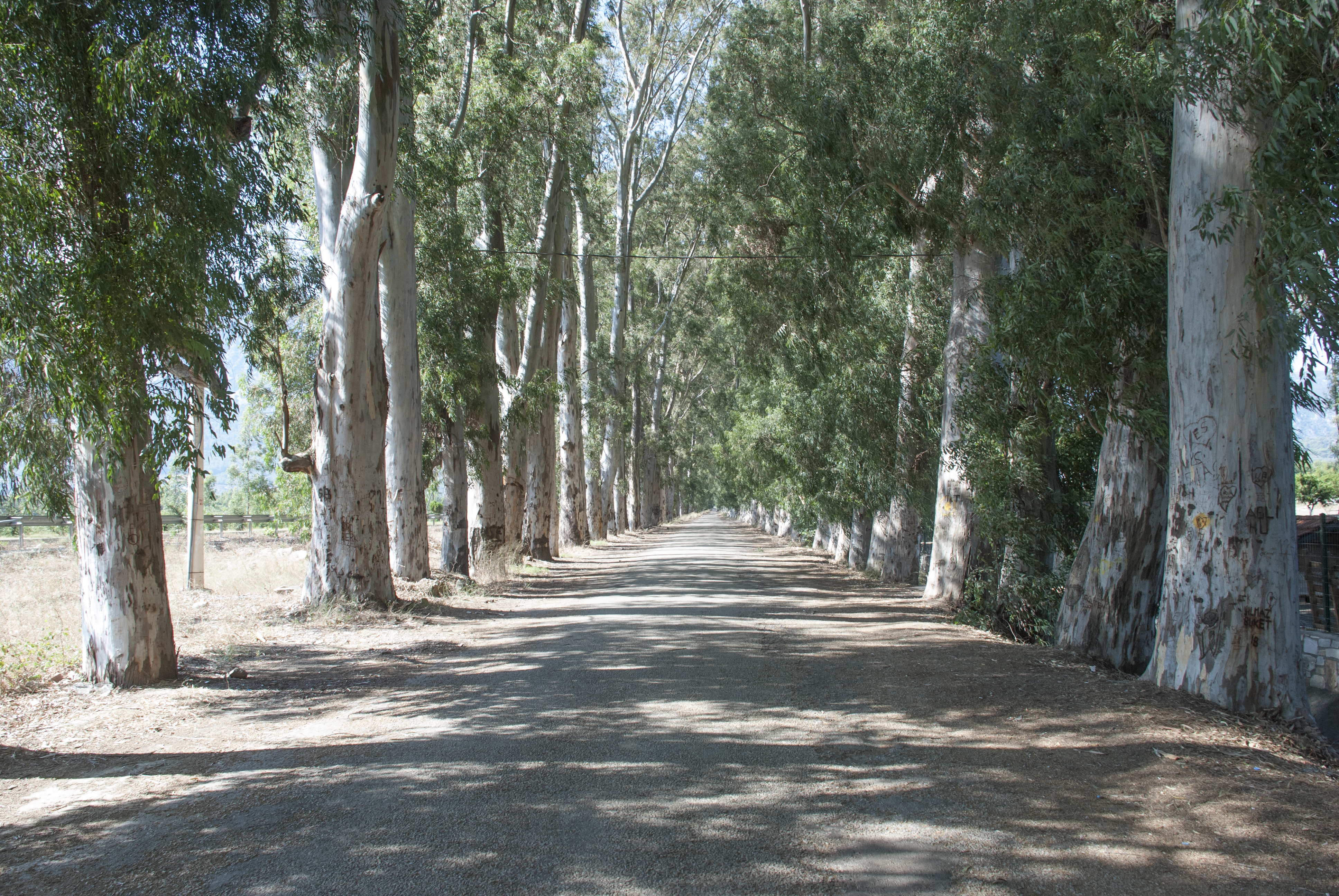
Eucalyptus Tunnel in Ula (Turkey) District

Ula là một huyện thuộc tỉnh Muğla, Thổ Nhĩ Kỳ. Huyện có diện tích 425 km² và dân số thời điểm năm 2007 là 23455 người, mật độ 55 người/km².